# 散り椿
『散り椿』（ちりつばき）は、葉室麟による日本の時代小説、及びそれを原作とした2018年9月28日公開の日本映画。

## 概要
本作に登場する扇野藩は架空の藩で、後に書かれた『さわらびの譜』や『はだれ雪』にも登場し、葉室麟の時代小説の中では「扇野藩シリーズ」とも呼ばれている。
藩を追われた主人公・新兵衛が身を隠していた地蔵院は京都市に実在する寺で、前庭の五色八重散椿が題名の由来となり、作中で新兵衛が自分を散った椿に例える場面も登場する。一般的な椿は花の形のまま落花するが、はらはらと花弁ごとに散る椿を「散り椿」と称する。
物語は新兵衛の甥にあたる坂下藤吾の目線で描かれている。

## ストーリー
浪人の瓜生新兵衛は、妻である篠と地蔵院に身を寄せる仲睦まじい夫婦だった。病気を患う篠は庭の椿を眺めながら、故郷の散り椿がもう一度見たいと呟くがその願いが叶う事は無かった。自分が死んだあと夫に故郷で散り椿を見て欲しいと頼む篠。妻の願い通り、危険を覚悟で故郷の扇野藩に戻る新兵衛。
18年前、若き藩士の新兵衛は、親友の榊原采女らと共に武芸に励んでいた。采女は坂下家の娘・篠と恋仲だったが、家柄の違いから結婚に反対され、篠は新兵衛に嫁いだ。その直後に、采女の養父・平蔵が豪商の田中屋惣兵衛から賄賂を取っている事に気づく新兵衛。義侠心から黙殺できずに訴え出たが退けられ、新兵衛は新妻と共に藩を離れざるを得なくなった。榊原平蔵の罪は後に明らかになったが、調べが進む間もなく平蔵が何者かに斬り殺されて事件は終っていた。
妻の実家である坂下家を訪ね、篠の死を伝える新兵衛。篠の兄で坂下家の当主だった源之進は、18年前に切腹していた。藩の勘定方だった源之進は、榊原平蔵の収賄事件が勘定方の落度とされた責めを負ったのだ。坂下家に逗留し、篠の妹・里見に帰郷の理由を語る新兵衛。散り椿を見る事ともう一つ、妻の篠は「采女を助けて欲しい」と遺言していた。姉は最後まで采女を愛していたと涙する里見。
榊原平蔵の養子である采女は、収賄事件の後も勤めに励み、藩主の側用人にまで出世していた。苦しい藩の財政を憂い、立て直しを模索する采女。藩には扇野和紙という特産品があったが、その販売は田中屋惣兵衛が独占し、城代家老ら一部の権力者だけが私腹を肥やしていた。来春、若き新藩主が江戸から初めての国入りを果たす時こそ、改革の好機と思い定める采女。
田中屋惣兵衛は和紙の独占の見返りに、城代家老の石田に多額の賄賂を贈っていた。身を守る切り札として、城代家老から『起請文』を取り付けている惣兵衛。そこには城代家老の署名入りで、賄賂を榊原平蔵に渡すよう書き記されていた。『起請文』を取り返そうと画策する城代家老。怯えた惣兵衛に用心棒として雇われた事で、新兵衛は18年前の事件の真相を知るに至った。
新兵衛から『起請文』を受け取る采女。若き新藩主が国入りすれば、城代家老といえども、これで罪は免れない。更に、采女に妻の遺言を告げる新兵衛。やり切れない嫉妬心から、散り椿の前で剣を抜く新兵衛に、「違う」と語り始める采女。18年前、篠は引き止める采女にきっぱりと別れを告げた上で、新兵衛と共に藩を去っていた。采女を助けろという遺言は、自分を追って死ぬ気の新兵衛を、生かそうとする篠の切ない嘘だったのだ。
己の利益を守るために、国入りした新藩主の暗殺を企てる城代家老。真相を知る采女は城代家老の配下の矢で射殺された。城代家老たちを斬った新兵衛は、新藩主に藩政の改革と、生き残った家族たちの将来を託し、一人旅立って行った。

## 登場人物
瓜生 新兵衛
若い頃は一刀流平山道場の「四天王」の武士の一人で、負け知らずの「鬼の新兵衛」と呼ばれるほどの剣豪だった。かつては扇野藩の勘定方で藩の不正を暴こうとして故郷を逐われた過去を持ち、各地を転々とした後、妻の篠とともに地蔵院の庫裏で暮らしていた。現在は40代半ばで無精髭を生やし浪人者のような風貌。
榊原 采女
新兵衛の以前の親友。新兵衛と同じく一刀流平山道場で「四天王」と呼ばれた一人でその中でも新兵衛と采女は剣の腕前は図抜けていた。現在は側用人となり、いずれは家老にまで昇りつめるだろうと見込まれている。かつては篠に好意を寄せていて周りからも夫婦になると思われていた。
瓜生 篠
新兵衛の妻。新兵衛と采女とは生まれ育った屋敷が垣根越しに並んでいた昔馴染み。藩を追われた夫の新兵衛とともに地蔵院で暮らしていたが、亡くなる直前、夫に故郷に戻るよう頼む。
坂下 藤吾
新兵衛の甥で自決した坂下源之進の嫡男。父の後を継いで坂下家の当主となった若侍。家禄を取り戻そうと出世を望み、実績を積み重ねてきた采女に憧れを持っている。藩に追放された身の新兵衛を居候として迎える事を厄介に思っていたが次第に伯父を慕うようになる。
坂下 源之進
扇野藩の勘定方で、坂下家の当主だったが横領の罪を着せられて無実を主張するも切腹に追い込まれてこの世を去る。かつて一刀流平山道場で「四天王」と呼ばれた一人。
坂下 里美
篠の妹で源之進の妻。義兄の新兵衛を昔から深く信頼している。
篠原 三右衞門
かつて一刀流平山道場で「四天王」と呼ばれた一人だったが、現在は馬廻役となっている。四天王と呼ばれるには似つかわしくないほど穏やかな人柄。当時を知らない藤吾に新兵衛の事や不正事件の事情を明かす。
篠原 美鈴
三右衞門の娘で藤吾の許嫁。母を亡くしたばかりのため藤吾との婚礼は翌年に持ち越されている。
千賀谷 親家
扇野の藩主だったが病に倒れ藩主の座を嫡男の政家に譲り隠居をする。
千賀谷 政家
親家の嫡男で跡を継ぐ、扇野藩の若殿。
小杉 十五郎
平山道場で代稽古を務める馬廻役。
榊原 平蔵
采女の養父で、かつての扇野藩の勘定組頭。新兵衛らが不正を訴えた後に何者かに斬殺された。
榊原 滋野
采女の養母。かつて恋仲だった采女と篠の結婚を反対し破談させた。
石田 玄蕃
藩の家老で、采女の政敵。
宇野 十蔵
石田玄蕃に協力する組頭。藤吾の先輩にあたる。

## 書籍情報
- 単行本（2012年2月29日 角川書店） ISBN 978-4041101193
- 文庫本（2014年12月25日 角川文庫） ISBN 978-4041023112

## 映画
2017年9月に完成し、公開は2018年9月28日。主演は岡田准一、監督は木村大作。
第42回モントリオール世界映画祭で最高賞に次ぐ審査員特別グランプリを受賞。

### 映画あらすじ
原作と違い、瓜生新兵衛が扇野藩を出たのは8年前とされている。亡き妻・篠の願いを聞いて扇野に戻った新兵衛は身を隠しもせずに、「篠の代わりに散り椿を見に来た」と、篠の生家の坂下家に寄宿した。
8年前、新兵衛が不正を告発した榊原平蔵は、収賄の事実が発覚した直後に何者かに斬り殺され、その手腕から新兵衛が疑われていた。同じ技を使うのは他に榊原采女、坂下源之進、篠原三右衞門ら四天王と呼ばれた手練(てだれ)たちだが、勘定方の源之進は収賄事件の責めを負い切腹していた。
新兵衛が帰ったと聞き慌てる城代家老の石田玄蕃。玄蕃こそが和紙問屋の田中屋から賄賂を受ける首謀者であり、新藩主として国入りが迫る若殿・定家に不正を知られる事を恐れていた。
新兵衛に用心棒を頼む田中屋。田中屋は玄蕃に抹殺される事を恐れ、玄蕃の署名入りの起請文を奪われない事が生命線だと理解していた。田中屋を刺客から守り、起請文を取り上げて自ら保管する新兵衛。
坂下家の若い藤吾を人質に取り、新兵衛から起請文を奪い返そうとする玄蕃。新兵衛は側用人で藩政の未来を担う榊原采女に起請文を届け、玄蕃の不正を知らせた。
国入り早々、巻狩りに出た定家を刺客に狙わせ、暗殺を図る玄蕃。だが、盾となった篠原三右衞門が銃弾に倒れた。死に際に榊原平蔵　殺しを告白する三右衞門。収賄が発覚した平蔵は絶望し、養子の采女を切って共に死のうとしたところを、三右衞門に阻止されたのだ。
死に際の篠は新兵衛に、初恋の相手である采女を守る事を依頼した。その言葉に従って帰郷したが、采女の未練が篠を苦しめたと恨む新兵衛。それは篠の嘘だと諭す采女。篠は愛する新兵衛が自分の後を追わずに生き続けるよう、あえて困難な使命を与えたのだ。
収賄の事実を知った采女を、上意討ちと称して殺しにかかる玄蕃。采女と共に刺客たちを切り払う新兵衛。だが、采女は弓矢によって射殺された。起請文の存在を知り、馬で駆けつけた定家の眼の前で、玄蕃を成敗する新兵衛。
定家によって采女や三右衞門らの家名や遺族の行く末は保証された。新兵衛は篠を供養し生き続けるために、静かに扇野の地から去って行った。

### キャスト
- 瓜生新兵衛 - 岡田准一
- 榊原采女 - 西島秀俊
- 坂下里美 - 黒木華
- 坂下藤吾 - 池松壮亮
- 瓜生篠 - 麻生久美子
- 篠原三右衛門 - 緒形直人
- 宇野十蔵 - 新井浩文
- 平山十五郎 - 柳楽優弥
- 篠原美鈴 - 芳根京子
- 坂下源之進 - 駿河太郎
- 千賀谷政家 - 渡辺大
- 田中屋惣兵衛 - 石橋蓮司
- 榊原滋野 - 富司純子
- 石田玄蕃 - 奥田瑛二
- 榊原平蔵 - 木村大作
- ナレーション - 豊川悦司

### スタッフ
- 原作 - 葉室麟「散り椿」(角川文庫刊）
- 監督・撮影 - 木村大作
- 脚本 - 小泉堯史
- 音楽 - 加古隆
- 製作 - 市川南
- 共同製作 - 吉崎圭一、藤島ジュリーK.、大村英治、杉田成道、林誠、堀内大示、宮崎伸夫、広田勝己、松田誠司、板東浩二、吉川英作、田中祐介、安部順一、東実森夫、井戸義郎、忠田憲美、吉村康祐
- プロデューサー - 上田太地、佐藤善宏、臼井真之介
- 製作担当者 - 鈴木嘉弘
- 美術 - 原田満生
- 監督補佐 - 鈴木嘉弘
- 撮影補佐 - 坂上宗義
- 録音 - 石寺健一
- 照明 - 宗賢次郎
- 装飾 - 佐原敦史
- 編集 - 菊池智美
- 音響効果 - 佐々木英世
- キャスティング - 田端利江
- 殺陣 - 久世浩
- 馬術 - 砂田一彰
- 衣装 - 大塚満
- ヘアメイク - 泉宏幸
- 床山 - 大村弘二
- 配給 - 東宝
- 製作プロダクション - 東宝映画、ドラゴンフライエンタテインメント
- 製作 - 「散り椿」製作委員会（東宝、電通、ジェイ・ストーム、WOWOW、時代劇専門チャンネル、東急エージェンシー、KADOKAWA、朝日新聞社、毎日新聞社、阪急交通社、ひかりTV、日本出版販売、GYAO、読売新聞社、時事通信社、中日新聞社、北日本新聞社、西日本新聞社）

### 制作
本映画は、監督の木村大作にとっては初の時代劇作品となる。脚本は、同じく葉室麟の作品を原作とする映画『蜩ノ記』の監督も務めたことのある小泉堯史である。木村と小泉には、いずれもかつて黒澤明のスタッフだったことがあるという共通点がある。
時代劇としては珍しく、セットを用いるのではなく、すべてロケーション撮影で撮影が行われた。ロケ地についても、京都のような他の映像作品でしばしば使用されている場所を避けて、あえて富山・長野を選び、重要文化財の浮田家住宅や文武学校などを使用している。
原作では篠の妹・里美は亡くなった坂下源之進の妻であり藤吾の母で年齢は38歳、藤吾は主人公の新兵衛の甥にあたる設定になっているが、映画では源之進は坂下家の嫡男で篠と里美と藤吾は兄弟で、藤吾は新兵衛の義弟という設定になっている。

### 受賞歴
- 第42回日本アカデミー賞 [13]
  - 優秀主演男優賞（岡田准一）
  - 優秀助演男優賞（西島秀俊）
  - 優秀撮影賞（木村大作）
  - 優秀照明賞（宗賢次郎）
  - 優秀音楽賞（加古隆）
  - 優秀美術賞（原田満生）
  - 新人俳優賞（芳根京子）
- ジャパンアクションアワード2019[14][15]
  - ベストアクション作品賞優秀賞
  - ベストアクション男優最優秀賞（岡田准一）